# Lesotho Fatse La Bontata Rona
Lesōthō fatše la bo ntat’a rōna ist die Nationalhymne des Königreichs Lesotho. Der Text wurde von François Coillard, einem französischen Missionar der Société des missions évangéliques de Paris, der bei den Basotho lebte, in den 1860er Jahren auf Sesotho geschrieben. Die Melodie war in den 1820 in einem Liederheft des badisch-schweizerischen Komponisten Ferdinand Samuel Laur zweistimmig zu schulischen Übungszwecken erschienen; Coillard hatte die Melodie in einem Liederbuch gefunden. Das dort aufgeführte L’amour de la patrie hieß in der deutschen Fassung Freiheit und war die Vertonung eines Textes von Friedrich Schlegel. Über Jahre hinweg war das populäre Lied immer wieder gedruckt worden.
Das Stück wurde 1967 – kurz nach Erlangung der Unabhängigkeit Lesothos – Nationalhymne. Drei Strophen wurden jedoch weggelassen, da Coillard darin die Basotho von traditionellen Bräuchen abbringen wollte.

## Text
Lesōthō fatše la bo ntat'a rōna;

Ha ra mafatše le letle ke lona;

Ke moo re hlahileng,

ke moo re hōlileng,

Rea lerata,
Mōlimō ak'u bōlōke Lesōthō;

U felise lintoa le matšoenyeho;

Oho fatše lena;

La bo ntata rōna;

Le be le khotso.

## Deutsche Übersetzung
Lesotho, Land unserer Väter,

Von allen Ländern bist Du das schönste.

In Dir sind wir geboren

Und aufgewachsen –

Du bist uns lieb und teuer.
Gott beschütze Lesotho

Verschone uns vor Krieg und Not –

Oh Du, unser Land,

Land unserer Väter,

Mögest Du in Frieden bleiben.